# Santuario del Tronchedo
Il santuario di Tronchedo è un edificio religioso situato sulla strada che da Dumenza conduce a Curiglia, a poche decine di metri dall'ingresso dell'abitato di Curiglia, nel comune di Curiglia con Monteviasco, in provincia di Varese.
L'edificio, che sorge tra alti speroni rocciosi sopra il torrente Riale, fu edificato tra il 1633 e il 1637 grazie al contributo della comunità curigliese.
Al suo interno, in una nicchia sulla parete del presbiterio, si trova un affresco strappato raffigurante la Madonna del Latte attribuito al pittore Antonio da Tradate. In questo dipinto la Madonna è seduta su un trono con lo schienale turrito e indossa una veste bruna coperta da un ampio mantello azzurro che copre anche il capo, ornato da una corona impreziosita da gemme. La sua mano sinistra porge il seno al Figlio seduto sulle sue ginocchia e vestito con una tunica bianca decorata con piccole stelle rosse. Il Bambino tiene nelle mani un cartiglio che riporta il seguente scritto: "O ti che va per questa / via saluta la madre mia / q uno pater et una ave maria". Questa scritta fa supporre che la collocazione originaria dell'affresco fosse lungo una strada di passaggio, probabilmente all'interno di un'edicola votiva andata distrutta. Nella parte bassa del dipinto, sulla destra, è visibile una figura maschile che si toglie il cappello in segno di rispetto: probabilmente si tratta del committente che aveva voluto l'opera.